# Sainte-Engrâce
Sainte-Engrâce (Baskisch: Santa Grazi) is een gemeente in het Franse departement Pyrénées-Atlantiques (regio Nouvelle-Aquitaine) en telt 250 inwoners (1999). De plaats maakt deel uit van het arrondissement Oloron-Sainte-Marie en ligt in de Baskische provincie Soule.

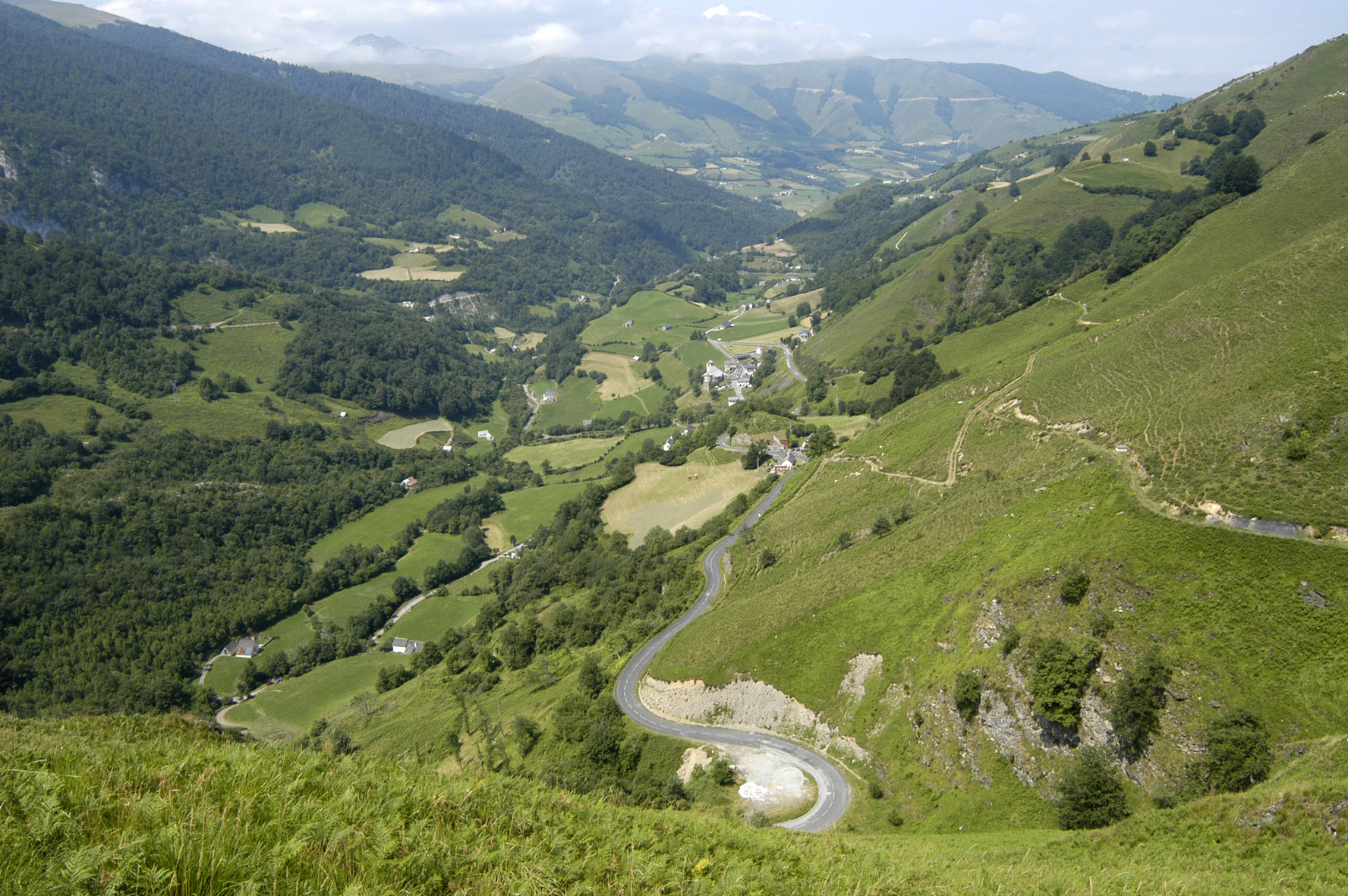
Sainte-Engrâce

## Geografie
De oppervlakte van Sainte-Engrâce bedraagt 79,8 km², de bevolkingsdichtheid is 3,1 inwoners per km².
De onderstaande kaart toont de ligging van Sainte-Engrâce met de belangrijkste infrastructuur en aangrenzende gemeenten.

## Demografie
Onderstaande figuur toont het verloop van het inwonertal (bron: INSEE-tellingen).